# Juno Awards 2012
I Juno Awards 2012 si sono tenuti a Ottawa, Ontario, il 31 marzo e il 1º aprile 2012.

## Categorie
I vincitori sono evidenziati in grassetto.

### Juno Fan Choice Award
- Justin Bieber
- Arcade Fire
- Michael Bublé
- City and Colour
- deadmau5
- Drake
- Hedley
- Avril Lavigne
- Nickelback
- Ginette Reno

### Artist of the Year
- Leslie Feist
- City and Colour
- deadmau5
- Drake
- Michael Bublé

### Group of the Year
- Arkells
- Down with Webster
- Hedley
- Nickelback
- Sam Roberts Band

### New Artist of the Year
- Dan Mangan
- Diamond Rings
- JRDN
- Lindi Ortega
- Alyssa Reid

### New Group of the Year
- The Sheepdogs
- Braids
- Hey Rosetta!
- Mother Mother
- The Rural Alberta Advantage

### Jack Richardson Producer of the Year
- Brian Howes (Heaven's Gonna Wait - Hedley e Trying Not to Love You - Nickelback)
- David Foster (White Christmas - Michael Bublé)
- k.d. lang (I Confess e Sugar Buzz)
- Bob Rock (Only the Lonely - Jann Arden)
- Noah "40" Shebib (Marvin's Room e Take Care - Drake)

### Recording Engineer of the Year
- George Seara (A Little Bit of Love - Michael Kaeshammer e Let Go - Laila Biali)
- Chris Shreenan-Dyck (Everybody Watched the Wedding e Watch Yourself Go - Jim Cuddy)
- David Travers-Smith (All the Stars, The Wailin' Jennys e Soon the Birds - Oh Susanna)
- Michael Phillip Wojewoda (Circle e Mama - Paisley Jura)
- Jeff Wolpert (You're Not Alone e Cosmic Ballet - Sarah Slean)

### Songwriter of the Year
- Dallas Green (Fragile Bird, We Found Each Other e Weightless)
- Jim Cuddy (Everyone Watched the Wedding, Skyscraper Soul e Watch Yourself Go Down)
- Leslie Feist (How Come You Never Go There, Graveyard e The Circle Married the Line)
- Dan Mangan (About as Helpful As You Can Be Without Being Any Help at All, Post-War Blues e Oh Fortune)
- Ron Sexsmith (Get in Line, Believe it When I See It e Middle of Love)

### Allan Waters Humanitarian Award
- Simple Plan

### Album of the Year
- Michael Bublé - Christmas
- Justin Bieber - Under the Mistletoe
- Drake - Take Care
- Avril Lavigne - Goodbye Lullaby
- Nickelback - Here and Now

### Aboriginal Album of the Year
- Murray Porter - Songs Lived and Life Played
- Bruthers of Different Muthers - Speakers of Tomorrow
- Flying Down Thunder and Rise Ashen - One Nation
- Donny Parenteau - To Whom it May Concern
- Randy Wood - The Gift of Life

### Adult Alternative Album of the Year
- Leslie Feist - Metals
- Jim Cuddy - Skyscraper Soul
- Cuff the Duke - Morning Comes
- Jenn Grant - Honeymoon Punch
- Ron Sexsmith - Long Player Late Bloomer

### Alternative Album of the Year
- Dan Mangan - Oh Fortune
- Braids - Native Speaker
- Destroyer - Kaputt
- Fucked Up - David Comes to Life
- Timber Timbre - Creep On Creepin' On

### Blues Album of the Year
- MonkeyJunk - To Behold
- Bill Johnson - Still Blue
- David Gogo - Soul Bender
- Harrison Kennedy - Shame the Devil
- Suzie Vinnick - Me 'n' Mabel

### Children's Album of the Year
- Charlie Hope - Songs, Stories and Friends: Let's Go Play!
- Bobs & Lolo - Connecting the Dots
- Eddie Douglas - Sleepy Sky Lullaby
- Music with Brian - Everyone
- Vocal Paint - My Butterfly/A Cappella Lullabies

### Classical Album of the Year (solo or chamber ensemble)
- Marc-André Hamelin, Liszt Piano Sonata
- Canadian Brass - Brahms on Brass
- Susan Hoeppner - American Flute Masterpieces
- Louis Lortie - Louis Lortie Plays Liszt
- New Orford String Quartet - Schubert and Beethoven

### Classical Album of the Year (large ensemble)
- Alexandre Da Costa con l'Orchestre Symphonique de Montréal - Daugherty: Fire and Blood
- James Ehnes - Bartók Violin Concertos
- Yannick Nézet-Séguin con l'Orchestre Métropolitain - Bruckner 4
- Yannick Nézet-Séguin con l'Orchestre Métropolitain - Florent Schmidt: La tragédie de Salomé
- Jean-Guihen Queyras, -Vivaldi Cello Concertos

### Classical Album of the Year (vocal or choral performance)
- Jane Archibald con l'Orchestre Symphonique Bienne - Haydn Arias
- Karina Gauvin e Marie-Nicole Lemieux - Handel: Streams of Pleasure
- Marie-Josée Lord e l'Orchestre Métropolitain - Marie-Josée Lord
- Le Nouvel Opéra - Caldara: La Conversione di Clodoveo
- Tafelmusik Baroque Orchestra con Daniel Taylor - J.S. Bach: Cantatas 70 & 154; Concerto 1060; Orchestral Suite No. 2

### Contemporary Christian/Gospel Album of the Year
- Downhere - On the Altar of Love
- Jon Bauer - Forevermore
- Hawk Nelson - Crazy Love
- Kellie Loder - Imperfections & Directions
- Sky Terminal - Don't Close Your Eyes

### Country Album of the Year
- Terri Clark - Roots and Wings
- Doc Walker - 16 & 1
- High Valley - High Valley
- Jason McCoy - Everything
- Jimmy Rankin - Forget About the World

### Electronic Album of the Year
- Tim Hecker - Ravedeath, 1972
- Austra - Feel It Break
- Azari & III - Azari & III
- Junior Boys - It's All True
- Arthur Oskan - A Little More Than Everything

### Francophone Album of the Year
- Malajube - La caverne
- Cœur de pirate - Blonde
- Catherine Major - Le Désert des solitudes
- Jérôme Minière - Le vrai le faux
- Fred Pellerin - C'est un monde

### Instrumental Album of the Year
- Stretch Orchestra - Stretch Orchestra
- Andrew Collins - Cats & Dogs
- MAZ - Téléscope
- L'Orkestre des Pas Perdus - L'Âge du cuivre
- Colin Stetson - New History Warfare Vol. 2: Judges

### International Album of the Year
- Adele - 21
- Coldplay - Mylo Xyloto
- Lady Gaga - Born This Way
- LMFAO - Sorry for Party Rocking
- Rihanna - Loud

### Contemporary Jazz Album of the Year
- Phil Dwyer Orchestra con Mark Fewer - Changing Seasons
- Hilario Duran e Jane Bunnett - Cuban Rhapsody
- François Bourassa Quartet - Idiosyncrasie
- Colin Stetson - New History Warfare Vol. 2: Judges
- Chris Tarry - Rest of the Story

### Traditional Jazz Album of the Year
- David Braid - Verge
- Dave Young Quintet - Aspects of Oscar
- Oliver Jones - Live in Baden
- Kirk MacDonald Orchestra - Deep Shadows
- Mike Murley Septet - Still Rollin'

### Vocal Jazz Album of the Year
- Sonia Johnson - Le Carré de nos amours
- Fern Lindzon - Two Kites
- Sophie Milman - In the Moonlight
- The Nylons - Skin Tight
- Diana Panton - To Brazil with Love

### Metal/Hard Music Album of the Year
- KEN mode - Venerable
- Anvil, Juggernaut of Justice
- Cauldron - Burning Fortune
- Fuck the Facts - Die Miserable
- Devin Townsend - Deconstruction

### Pop Album of the Year
- Hedley - Storm
- Down with Webster - Time to Win, Vol. 2
- Avril Lavigne - Goodbye Lullaby
- Lights - Siberia
- Marianas Trench - Ever After

### Rap Recording of the Year
- Drake - Take Care
- Classified - Handshakes and Middle Fingers
- D-Sisive - Jonestown 2: Jimmy Go Bye-Bye
- Kardinal Offishall - Anywhere (Ol' Time Killin' Pt. 2)
- Swollen Members - Dagger Mouth

### Rock Album of the Year
- The Sheepdogs - Learn & Burn
- Arkells - Michigan Left
- Matthew Good - Lights of Endangered Species
- Sam Roberts - Collider
- Sloan - The Double Cross

### Roots and Traditional Album of the Year (solo)
- Bruce Cockburn - Small Source of Comfort
- Craig Cardiff - Floods & Fires
- David Francey - Late Edition
- Dave Gunning - A Tribute to John Allan Cameron
- Lindi Ortega - Little Red Boots

### Roots and Traditional Album of the Year (group)
- The Wailin' Jennys - Bright Morning Stars
- The Deep Dark Woods - The Place I Left Behind
- Good Lovelies - Let the Rain Fall
- The Once - Row Upon Row of the People They Know
- Twilight Hotel - When the Wolves Go Blind

### World Music Album of the Year
- Kiran Ahluwalia - Aam Zameen: Common Ground
- Azam Ali - From Night to the Edge of Day
- Aboulaye Kone e Bolo Kan - Afo Gné
- Aline Morales - Flores, Tambores e Amores
- Socalled - Sleepover

### Single of the Year
- The Sheepdogs - I Don't Know
- City and Colour - Fragile Bird
- Hedley - Invincible
- Nickelback - When We Stand Together
- Johnny Reid - Let's Go Higher

### Classical Composition of the Year
- Derek Charke - Sepia Fragments
- Jacques Hétu - String Quartet No. 2
- Jeffrey Ryan - Fugitive Colours
- Heather Schmidt - Piano Concerto No. 2
- Ann Southam - Glass Houses #5

### Dance Recording of the Year
- Martin Solveig and Dragonette - Hello
- Anjulie - Brand New Chick
- deadmau5 - Aural Psynapse
- Duck Sauce - Barbra Streisand
- Mia Martina - Devotion

### R&B/Soul Recording of the Year
- Melanie Fiona - Gone and Never Coming Back
- Jully Black - Set it Off (feat. Kardinal Offishall)
- JRDN - IAMJRDN
- Robin Thicke - Pretty Lil Heart (feat. Lil Wayne)
- Karl Wolf - Ghetto Love (feat. Kardinal Offishall)

### Reggae Recording of the Year
- Exco Levi - Bleaching Shop
- Jay Douglas - Lover's Paradise
- Dubmatix - Seeds of Love & Life
- Tanya Mullings - Rescue Me
- Steele - Woman

### Music DVD of the Year
- Leslie Feist - Look at What the Light Did Now
- David Francey - Burning Bright
- Peter Katz - Live at the Music Gallery
- Rush - Time Machine 2011: Live in Cleveland
- Tegan and Sara - Get Along

### Recording Package of the Year
- Chris Tarry - Rest of the Story (Jeff Harrison e Kim Ridgewell)
- Leslie Feist - Metals (Janine McInnes, Robyn Kotyk, Graydon Sheppard, Sammy Rawal, Petra Cuschieri e Heather Goodchild)
- Laura Repo - Get Yourself Home (Kirsten Gauthier, Anthony Swaneveld, Steve Dunk e Janet Kimber)
- Dinah Thorpe - 12 (Jayme Spinksd e Dinah Thorpe)
- Timber Timbre - Creep On Creepin' On (Taylor Kirk, Robyn Kotyk e Nina Nielsen)

### Video of the Year
- Mike Roberts (Rumbleseat - The Sadies)
- Jon Busby (Rows of Houses - Dan Mangan)
- José Lourenço (Stamp - The Rural Alberta Advantage)
- Michael Maxxis (Good Day at the Races - Hollerado)
- John JP Poliquin (The Stand - Mother Mother)

## Performance
- Anjulie
- Blue Rodeo
- City and Colour
- Deadmau5 con Lights, MC Flipside
- Dragonette
- Leslie Feist
- Hedley
- Hey Rosetta!
- JRDN
- K'naan
- Mia Martina
- Sarah McLachlan
- Nickelback
- Alyssa Reid
- Simple Plan